# Barnim III Wielki
Barnim III Wielki (ur. przed 1300, bądź w okr. 1303–1304, zm. 24 sierpnia 1368) – książę szczeciński z dynastii Gryfitów panujący w latach 1344–1368 (współregent od 1320, bądź 1319); syn Ottona I, księcia szczecińskiego i Elżbiety.

## Młodość księcia
Swoje lata młodości książę spędził na dworze cesarskim w Pradze. Tamże studiował i zapoznawał się z arkanami władzy, z których wyniósł wiedzę, rozsądek i umiejętność kompromisu.
W źródłach pojawił się 28 lipca 1316, kiedy wzmiankowano go z okazji pierwszych zaręczyn. W rok później, 20 stycznia i 3 marca udzielał konsensu, a w 1320 (16 sierpnia) pojawił się po raz pierwszy w dokumencie wespół z ojcem (według E. Rymara dopuszczony został wówczas do władzy, choć badacz nie wyklucza roku 1319).

## Lata panowania

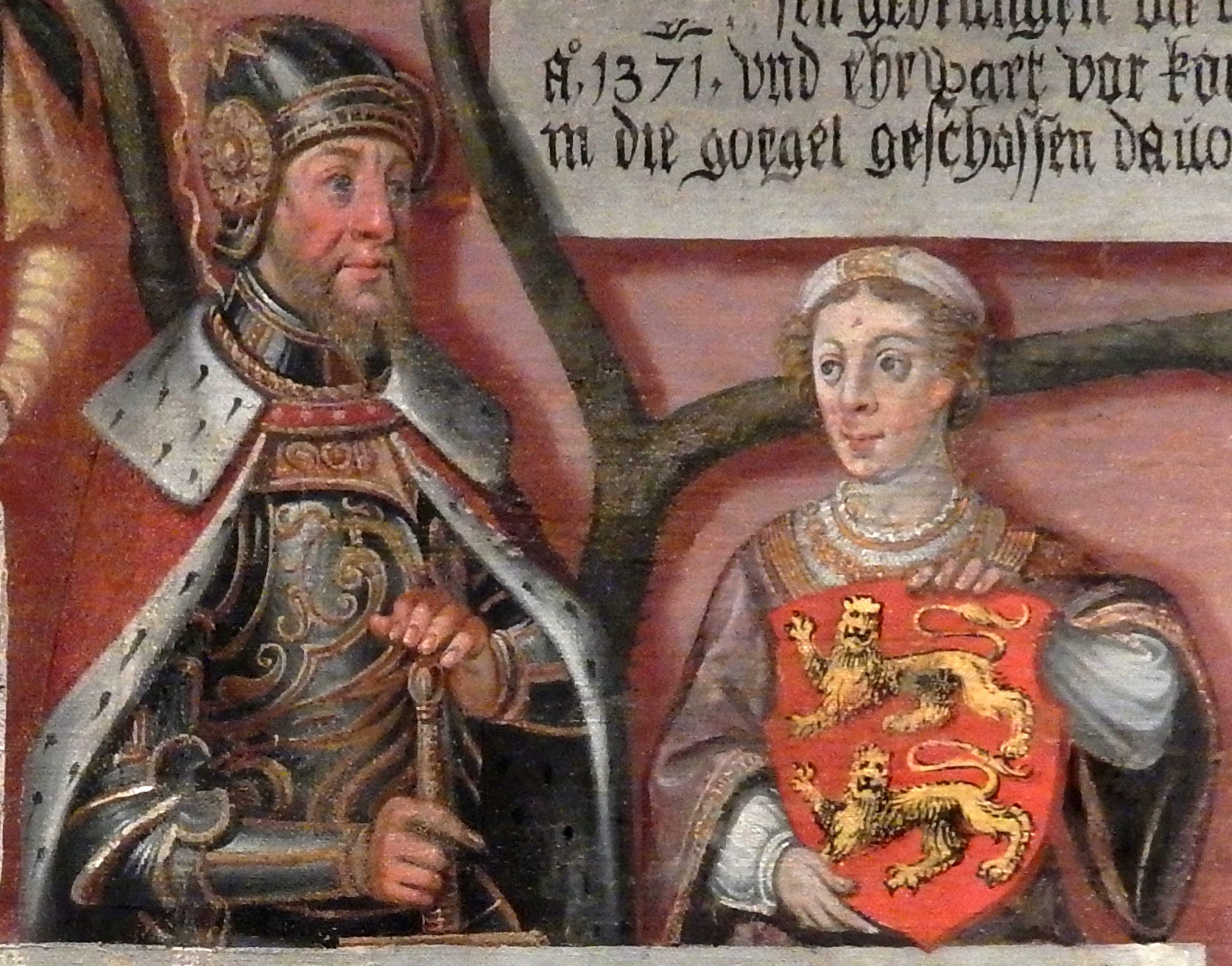
Barnim III Wielki z żoną Agnieszką (wizerunek wyimaginowany z końca XVI w.)

Zawierał sojusze z Polską (1325, 1328, 1337, 1348) i Czechami (1337). Dążył do uniezależnienia się od Brandenburgii. Wygrana batalia z margrabią Ludwikiem w bitwie na polach pomiędzy Angermünde i Vierraden, rozprawa z wichrzycielskimi rodami pomorskimi, nie doprowadziły do uspokojenia sytuacji politycznej. Dopiero oddanie pod opiekę papieską księstwa w 1331 miało ochronić interesy książąt szczecińskich przed zakusami marchii. Margrabia Ludwik jednak nie pogodził się z takim stanem rzeczy i doprowadził do kolejnej bitwy, która rozegrała się pod Kremmen, koło Berlina. Taktyczne rozegranie walki przez Barnima III, doprowadziły do pełnego zwycięstwa nad przeciwnikiem. W 1338, podczas zjazdu książąt Rzeszy w Rense, uzyskał od Brandenburczyków zrzeczenie się zwierzchnictwa nad Księstwem Szczecińskim, za obietnicę sukcesji tronu szczecińskiego w razie bezpotomnej jego śmierci (umowa nie została zrealizowana, wobec narodzin syna Kazimierza III).

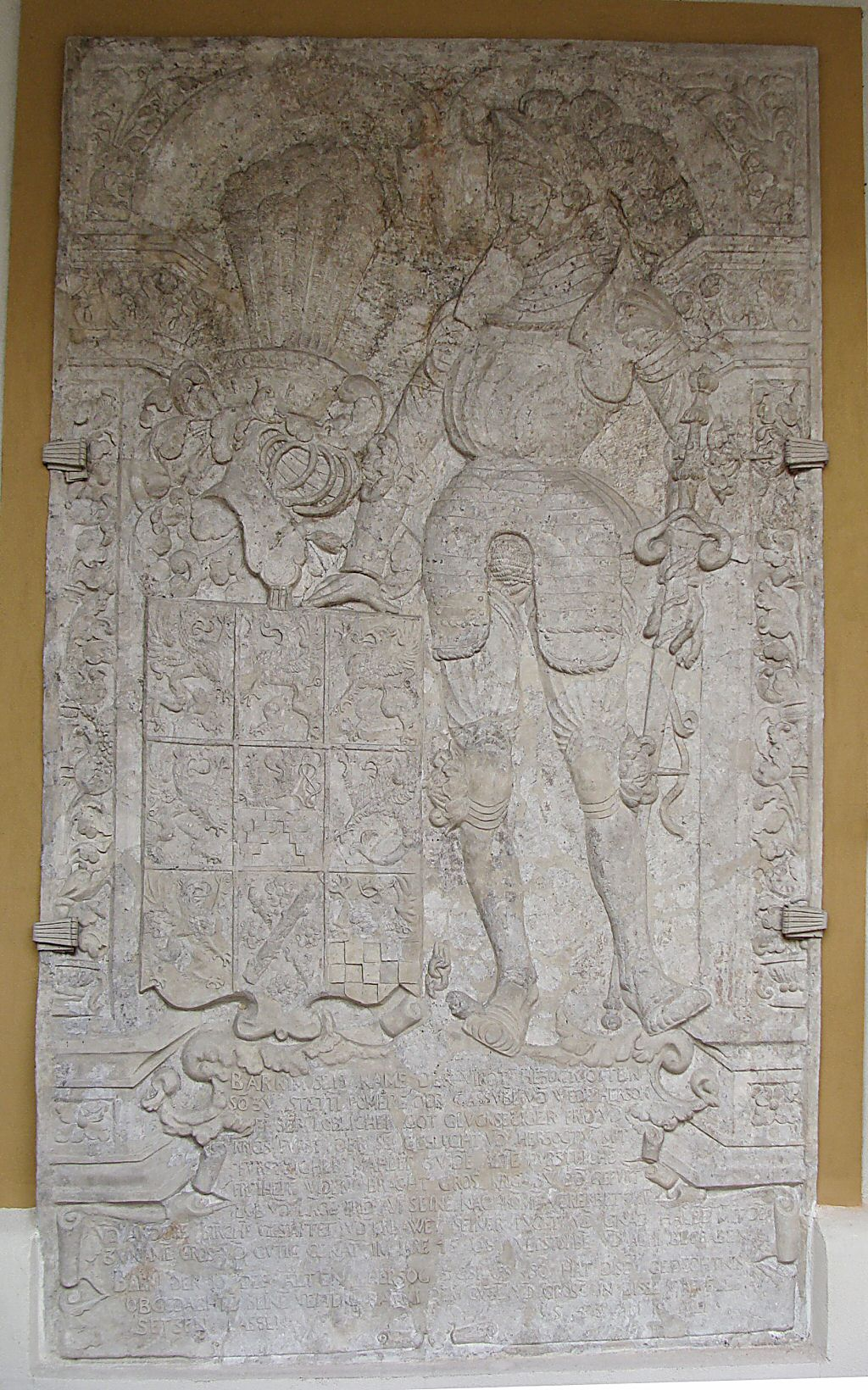
Płyta nagrobna Barnima III w Zamku Książąt Pomorskich w Szczecinie

Dalsze porozumienia z władcami brandenburskimi o tzw. „przeżycie” w sprawie ziem wołogoskich, nad którymi sprawował opiekę, doprowadziły do zaognienia stosunków dynastycznych, z prawnymi spadkobiercami ojcowizny, tj. Bogusławem V i Barnimem IV Dobrym oraz stanami księstwa szczecińskiego. Na skutek opowiedzenia się kilku miast po stronie pokrzywdzonych, doszło do podpisania 15 czerwca 1339 porozumienia w Wolinie pomiędzy księciem wołogoskim Bogusławem V a stanami. Te odtąd miały uznawać książąt wołogoskich jako prawnych sukcesorów Barnima III, na wypadek jego bezpotomnej śmierci. Miastom nadano szerokie przywileje w handlu, żegludze i połowach. Pomiędzy Barnimem a książętami wołogoskimi doszło do otwartego konfliktu, który został zażegnany przez biskupa kamieńskiego Jana I. Za jego pośrednictwem doszło do pojednania między zwaśnionymi stronami (1344). Miasta wróciły pod jurysdykcję Barnima III.
W 1348 uzyskał od króla Niemiec Karola IV uznanie Pomorza Zachodniego za bezpośrednie lenno Rzeszy, co odsunęło niebezpieczeństwo zwierzchnictwa margrabiów brandenburskich. Wykorzystując wojnę domową w Brandenburgii (1349–1354), odzyskał wiele zamków i miast w ziemi wkrzańskiej. W obronie sukcesji rugijskiej książąt wołogoskich pokonał w 1351 Meklemburczyków pod Schoppendamm i zmusił ich do rezygnacji z Rugii (pokój strzałowski w 1354). Jako sojusznik Luksemburgów wzmocnił pozycję polityczną swego księstwa.
Książę zmarł 24 sierpnia 1368. Został pochowany w ufundowanym przez siebie kościele św. Ottona w Szczecinie.

## Rodzina
Barnim III był żonaty z Agnieszką, księżniczką brunszwicką, córką Henryka II Greckiego oraz Judyty, księżniczki brandenburskiej. Ze związku małżeńskiego mieli ponad pięcioro dzieci:
- Ottona (ur. w okr. 1333–1335, zm. przed 29 maja 1337),
- NN dzieci?,
- Kazimierza III (IV) (ur. w okr. 1345–1348 bądź 1348, zm. po 24 sierpnia 1372) – księcia szczecińskiego,
- Świętobora I (ur. ok. 1351, zm. 21 czerwca 1413) – księcia szczecińskiego,
- Bogusława VII (ur. 1355, zm. w okr. 19 listopada–18 grudnia 1404 lub 19 listopada 1404–4 stycznia 1405) – księcia szczecińskiego[14].

### Genealogia
| Barnim I Dobry ur. zap. ok. 1210 zm. 13 lub 14 XI 1278 | Barnim I Dobry ur. zap. ok. 1210 zm. 13 lub 14 XI 1278 |                                                            |                                                            | Matylda askańska ur. ? zm. 20 XII 1316 | Matylda askańska ur. ? zm. 20 XII 1316 |  |  | Gerhard II Ślepy ur. 1253 zm. 25 X 1312 | Gerhard II Ślepy ur. 1253 zm. 25 X 1312 |                                                               |                                                               | Ingeborga szwedzka ur. ok. 1277 zm. 1319 | Ingeborga szwedzka ur. ok. 1277 zm. 1319 |
|                                                        |                                                        |                                                            |                                                            |                                        |                                        |  |  |                                         |                                         |                                                               |                                                               |                                          |                                          |
|                                                        |                                                        |                                                            |                                                            |                                        |                                        |  |  |                                         |                                         |                                                               |                                                               |                                          |                                          |
|                                                        |                                                        | Otton I ur. w okr. 1 I–31 VIII 1279 zm. 30 lub 31 XII 1344 | Otton I ur. w okr. 1 I–31 VIII 1279 zm. 30 lub 31 XII 1344 |                                        |                                        |  |  |                                         |                                         | Elżbieta (Elisabeta Suerinensis) ur. ok. 1280 zm. 20 VII 1319 | Elżbieta (Elisabeta Suerinensis) ur. ok. 1280 zm. 20 VII 1319 |                                          |                                          |
|                                                        |                                                        |                                                            |                                                            |                                        |                                        |  |  |                                         |                                         |                                                               |                                                               |                                          |                                          |
|                                                        |                                                        |                                                            |                                                            |                                        |                                        |  |  |                                         |                                         |                                                               |                                                               |                                          |                                          |
|                                                        |                                                        |                                                            |                                                            |                                        |                                        |  |  |                                         |                                         |                                                               |                                                               |                                          |                                          |

|                                               |                                               | Agnieszka ur. na przeł. 1318/1319 zm. po 2 VI 1371 OO 1330 | Agnieszka ur. na przeł. 1318/1319 zm. po 2 VI 1371 OO 1330 | Barnim III Wielki (ur. przed 1300, bądź w okr. 1303–1304, zm. 24 VIII 1368) | Barnim III Wielki (ur. przed 1300, bądź w okr. 1303–1304, zm. 24 VIII 1368) |                                         |                                         |                                                                              |                                                                              |
|                                               |                                               |                                                            |                                                            |                                                                             |                                                                             |                                         |                                         |                                                                              |                                                                              |
|                                               |                                               |                                                            |                                                            |                                                                             |                                                                             |                                         |                                         |                                                                              |                                                                              |
|                                               |                                               |                                                            |                                                            |                                                                             |                                                                             |                                         |                                         |                                                                              |                                                                              |
| Otto ur. w okr. 1333–1335 zm. przed 29 V 1337 | Otto ur. w okr. 1333–1335 zm. przed 29 V 1337 | NN dzieci?                                                 | NN dzieci?                                                 | Kazimierz III (IV) ur. w okr. 1345–1348 bądź 1348 zm. po 24 VIII 1372       | Kazimierz III (IV) ur. w okr. 1345–1348 bądź 1348 zm. po 24 VIII 1372       | Świętobor I ur. ok. 1351 zm. 21 VI 1413 | Świętobor I ur. ok. 1351 zm. 21 VI 1413 | Bogusław VII ur. 1355 zm. w okr. 19 XI–18 XII 1404 lub 19 XI 1404 – 4 I 1405 | Bogusław VII ur. 1355 zm. w okr. 19 XI–18 XII 1404 lub 19 XI 1404 – 4 I 1405 |

### Opracowania
- Zygmunt Boras, Książęta Pomorza Zachodniego, Poznań: Wydaw. Naukowe Uniwersytetu im. Adama Mickiewicza, 1996, ISBN 83-232-0732-1, OCLC 830122949. Brak numerów stron w książce
- Dopierała B., Polskie losy Pomorza Zachodniego, Poznań 1970.
- Kazimierz Kozłowski, Jerzy Podralski, Gryfici. Książęta Pomorza Zachodniego, Szczecin: Krajowa Agencja Wydawnicza, 1985, ISBN 83-03-00530-8, OCLC 189424372. Brak numerów stron w książce
- Rischer H. Schlacht am Schoppendamm 1351, [w:] Rischer H. (red.), Der Landkreis Demmin. Historische Stätten, Stavenhagen 2000, ISBN 3-933541-09-3.
- Edward Rymar, Rodowód książąt pomorskich, Szczecin: Książnica Pomorska im. Stanisława Staszica, 2005, ISBN 83-87879-50-9, OCLC 69296056. Brak numerów stron w książce

### Opracowania online
- Scheil U., Barnim III. Herzog von Pommern-Stettin (niem.), [w:] NDB, ADB Deutsche Biographie (niem.), [dostęp 2012-02-17].

### Literatura dodatkowa (online)
- Madsen U., Barnim III. (niem.), [dostęp 2012-02-18].